# تیشمن اسپیر
تیشمن اسپیر (انگلیسی: Tishman Speyer) شرکت املاک آمریکایی است، که در سال ۱۹۷۸ تأسیس شد.